# Assassinato de Anne Searle
Em 2017, Stephen Anthony Searle, candidato às eleições gerais do Partido da Independência do Reino Unido (UKIP) e membro recente do Conselho do Condado de Suffolk, assassinou sua esposa e disse à polícia "Eu fui um garotinho muito travesso".
Searle asfixiou fatalmente sua esposa, Anne Searle, depois que ele a pegou tendo um caso com a mãe de seu neto. Ele foi condenado por seu assassinato em julho de 2018, e sentenciado à prisão perpétua e deve cumprir 14 anos.
Ele foi conselheiro do UKIP no Conselho do Condado de Suffolk de maio de 2013 a maio de 2017 e candidato às eleições gerais em junho de 2017.

## Origem
Stephen Anthony Searle casou-se com Anne Searle em dezembro de 1972 e teve três filhos: Gary, Christopher e Stevie. Stephen, seu filho Gary e a parceira de Gary, Pomiateeva, trabalharam juntos em uma pista de boliche em Ipswich .

### Carreira política
Stephen Searle, 64, foi membro do UKIP do Conselho do Condado de Suffolk para Stowmarket South, eleito em maio de 2013 . Ele perdeu seu cargo em maio de 2017 para o líder do conselho conservador Nick Gowrley. Ele foi o candidato do UKIP nas eleições gerais de 2017 para Central Suffolk e North Ipswich e foi o último de cinco candidatos, recebendo 1.635 votos.

## Assassinato
Searle assassinou sua esposa em sua casa em The Brickfields, Stowmarket, Suffolk pouco antes das 22h30 de 30 de dezembro de 2017.
Ele disse ao operador do 999 "Acabei de matar minha esposa",  "situação um pouco bizarra, mas sabe ... não importa" e que agora havia "bem, apenas um de nós agora" . Então ele disse à polícia "eu fui um garotinho muito travesso" e "que todo mundo tem seu limite
Quando os paramédicos chegaram, Anne Searle estava inconsciente e, apesarem de seus esforços, declararam sua morte.
Uma autópsia, realizada no dia seguinte, revelou que a causa da morte foi "compressão do pescoço". Mais tarde, um patologista forense deu evidências de que ela "teria perdido a consciência após cerca de oito a 15 segundos de pressão" em seu pescoço, e morreu após "mais pressão sustentada por um período de minutos". Stephen Searle tinha aprendido a realizar um estrangulamento durante o treinamento militar.
Ele foi acusado e detido sob custódia no Tribunal de Magistrados do Sudeste de Suffolk em 2 de janeiro de 2018. Devido à sua gravidade, o caso foi imediatamente enviado ao Tribunal da Coroa .

## Abuso anterior
Uma ex-parceira de seu filho Gary, Sara Shepherd, disse que lhe disseram que nos anos 1990, Stephen Searle "ficou um pouco bravo" com sua esposa em um pub que o casal era dono e "pegou uma de suas armas e a ameaçou na frente de um pub lotado de pessoas." Uma segunda mulher disse que a arma era um rifle e "quando ela voltou, ele havia disparado . Ele estava mirando nela."
Kelly Lawrence, colega de Anne Searle em uma empresa de sushi em Earl Stonham, deu provas de que em uma ocasião em 2017, ela viu hematomas nos braços de Anne Searle, na qual Anne disse terem sido infligidos por seu marido. Kelly Laurence disse que Anne não prestou queixa porque depois de estar casada por tanto tempo, ela acreditava que estava "velha demais para começar de novo". Outra colega, Sally Cutting, também disse que Anne lhe disse em junho de 2017 que os hematomas foram causadas pelo modo como Stephen agarrou seus braços.
Victoria Searle, a esposa de seu filho Stevie, deu uma declaração de que Stephen ameaçou matar sua esposa semanas antes de fazê-lo, pressagiando "Eu vou te matar. Eu vou", e em outra ocasião tentou empurrar Anne escada abaixo. A testemunha disse que nos dias anteriores, ele insistia em discutir sobre o caso todas as noites quando Anne só queria seguir em frente e a impediu de comer o almoço de Natal jogando a carne e as guarnições no lixo.
Anne Searle postou a mensagem no Facebook "Feliz Natal. . . Espero ainda estar aqui em 2018. Veremos", dias antes de sua morte.

## Caso
Stephen Searle teve um caso com Anastasia Pomiateeva, mãe de seu neto e parceira de seu filho Gary, no verão de 2017, vários meses antes do assassinato. Searle, seu filho Gary e Pomiateeva estavam trabalhando juntos na mesma pista de boliche em Ipswich .
O caso começou em março de 2017, quando Stephen Searle convidou Pomiateeva para entrar no prédio do conselho do condado de Suffolk e supostamente disse a ela que fazia muito tempo que não fazia sexo e se sentia sexualmente atraído por ela. Ele passou semanas perseguindo persistentemente um relacionamento sexual, inclusive enviando fotos de si mesmo fazendo musculação. O relacionamento sexual deles começou em abril de 2017 e sua família soube disso em junho de 2017. Stephen Searle e Pomiateeva continuaram compartilhando fotografias sexualmente explícitas, resultando em sua esposa descobrindo o caso quando ela encontrou as imagens e encontrou mensagens de texto explícitas entre ele e Pomiateeva, nas quais Pomiateeva foi apelidada de "SBG", que significa "a linda garota de Steve". ".
nota: SBG: Steve's beautiful girl".

## Julgamento
Stephen Searle foi julgado por assassinato no Ipswich Crown Court em julho de 2018.
A promotoria disse que provavelmente ele asfixiou sua esposa, estrangulando-a por vários minutos. Ele alegou que o assassinato foi em legítima defesa e acusou sua falecida esposa de tentar esfaqueá-lo usando uma faca.
Ele foi considerado culpado de seu assassinato em 17 de julho de 2018 por um júri que deliberou por três horas e meia. Ele recebeu uma sentença de prisão perpétua da qual ele deve cumprir 14 anos. Ele estava sem emoção, olhando para frente, quando sentenciado.

### Reação
O juiz disse que Stephen Searle "causou ondas devastadoras de dor e angústia em toda a sua família" e "trouxe tristeza e angústia incalculáveis [. . . ] Você privou seus filhos da mãe que eles amavam. Você privou seus netos de sua avó e privou Anne dos anos restantes de sua vida."
Após o veredicto, o filho do assassino, Gary, disse que "simplesmente não conseguia acreditar que o homem que eu idolatrava e adorava tinha feito algo assim comigo". Outro filho, Stevie, disse que "hoje houve justiça para minha mãe [...] não só perdi minha mãe, mas meu pai também [. . . ] A parte que mais me dói é que perdi minha mãe, mas a pessoa que a levou embora também era meu melhor amigo, que era meu pai."
O ex-líder do UKIP no Conselho do Condado de Suffolk, Bill Mountford, disse: "Não irei perdoar isso de forma alguma, mas fiquei muito, muito triste ao ouvir a condenação de Steve. Estou bem ciente de que as brigas domésticas podem sair do controle, mas sinto igualmente pena de Steve e de sua esposa já falecida." A instituição de caridade SafeLives, que faz campanha contra a violência doméstica, disse: "Muitas vezes vemos o abuso doméstico retratado como um incidente isolado que saiu do controle, em vez do que realmente se trata: um padrão de controle e abuso que infelizmente termina com o assassinato de duas mulheres por semana na Inglaterra e no País de Gales." A Fawcett Society também ficou "chocada" com as opiniões de Mountford, dizendo: "Falamos sobre como ficamos molhadas em um chuva enquanto 'essas coisas acontecem', não o assassinato de uma mulher por seu parceiro".